# Gelasine paranaensis
Gelasine paranaensis är en irisväxtart som beskrevs av Pierfelice Ravenna. Gelasine paranaensis ingår i släktet Gelasine och familjen irisväxter. Inga underarter finns listade i Catalogue of Life.